# Bronisław Geremek

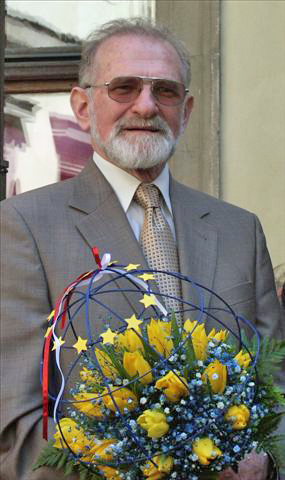
Bronisław Geremek (2004)

Bronisław Geremek (ursprünglich Benjamin Lewertow; * 6. März 1932 in Warschau; † 13. Juli 2008 in Lubień bei Nowy Tomyśl, Woiwodschaft Großpolen) war ein polnischer Historiker und Politiker (UD, UW, PD). Der Experte für mittelalterliche Kulturgeschichte war in der Volksrepublik Polen ab den 1970er-Jahren ein wichtiger Dissident und ab 1980 Mitglied der Solidarność-Bewegung. Er war von 1989 bis 2001 Mitglied des Sejm in der X. (Volksrepublik), I., II. und III. (Dritte Republik). Von 1997 bis 2000 war er polnischer Außenminister und von 2000 bis 2001 Vorsitzender der liberalen Partei Unia Wolności. Von 2004 bis zu seinem Unfalltod war Geremek Mitglied des Europäischen Parlaments.

## Leben
Geremek stammte aus einer jüdischen Familie, sein Großvater war Rabbiner. Sein Vater, der eine Kürschnerei besaß, wurde im KZ Auschwitz ermordet, er selbst wurde mit seiner Mutter 1943 (kurz vor dem Aufstand) aus dem Warschauer Ghetto geschmuggelt und überlebte bei einer katholischen Familie. Nach dem Abitur an einem katholischen Gymnasium in Wschowa studierte er an der Universität Warschau Geschichte und schloss 1955 als Magister ab. Nach einem Studienaufenthalt an der Smithsonian Institution in Washington, D.C. und einem Aufbaustudium an der École pratique des hautes études (EPHE) in Paris (1956–58) wurde er 1960 promoviert. 
Ab 1955 war Geremek Mitarbeiter des Instituts für Geschichte der Polnischen Akademie der Wissenschaften (PAN). Von 1960 bis 1965 leitete er das polnische Kulturzentrum in Paris und lehrte parallel 1962–1965 als Dozent an der Pariser Sorbonne. Anschließend kehrte er an die Polnische Akademie der Wissenschaften zurück, wo er 1965 bis 1980 die Arbeitsstelle für mittelalterliche Kulturgeschichte leitete und 1972 seine Habilitation abschloss. Aufgrund seiner politischen Tätigkeit wurde Geremek 1985 von der Akademie der Wissenschaften entlassen. 
Nach dem Systemwechsel 1989 wurde er außerordentlicher Professor für mittelalterliche Geschichte, 1993 ordentlicher Professor. 1990 wurde er zum ordentlichen Mitglied der Academia Europaea gewählt, 1992/93 war er Gastprofessor am Collège de France und 2002 wurde er Professor am Europakolleg in Natolin im Süden Warschaus.

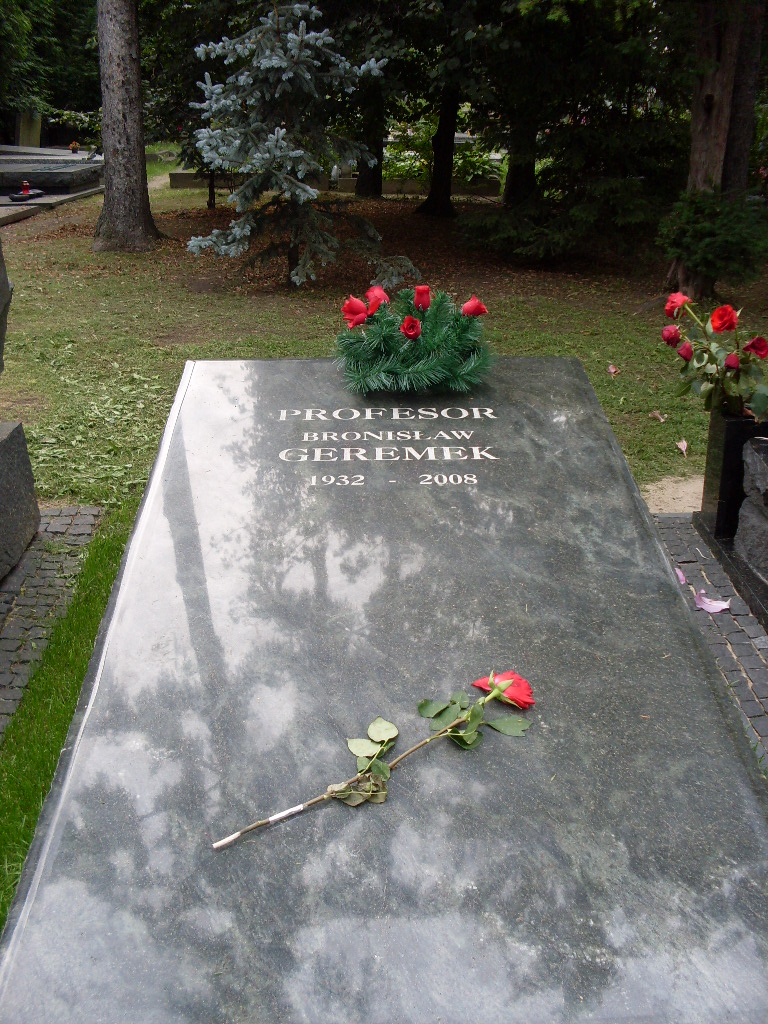
Geremeks Grab in Warschau

Bronisław Geremek starb im Alter von 76 Jahren am 13. Juli 2008 um 13.20 Uhr am Steuer seines Autos bei einem Frontalzusammenstoß in der Nähe von Lubień (bei Nowy Tomyśl). Er wurde am 21. Juli auf dem Warschauer Powązki-Friedhof unter Anteilnahme seiner Familie, in- und ausländischer Politiker und der Warschauer Bevölkerung beigesetzt. Von 1952 bis zu ihrem Tod 2004 war er mit der Altertumswissenschaftlerin Hanna Geremek verheiratet.

## Politische Aktivitäten
Geremek war von 1950 bis 1968 Mitglied der kommunistischen PZPR. Er verließ die Partei wegen des Einmarsches der Truppen des Warschauer Paktes in die Tschechoslowakei. Im Herbst 1968 nahm er an einem von den sogenannten Revisionisten (u. a. Krzysztof Pomian) im Untergrund organisierten Seminar zu sozialen und ökonomischen Problemen teil. Geremek war 1975 einer der Autoren (neben Edward Lipiński, Krystyna Kersten und anderen) des „Briefes der Sieben“ an die Delegierten des VII. Parteitages der PZPR und ihren Ersten Sekretär Edward Gierek. Darin forderten sie demokratische Wahlen, mehr Bürgerbeteiligung bei sozialen und ökonomischen Fragen, freie Presse sowie freie Gewerkschaften und Arbeiterräte. 1980 war Geremek Berater der unabhängigen Gewerkschaft Solidarność. Nach der Verhängung des Kriegsrechtes 1981 wurde er interniert.
1989 nahm er an den Gesprächen am Runden Tisch teil. Bei der halbfreien Parlamentswahl (sog. „Vertragssejm“) im Juni desselben Jahres wurde er als Abgeordneter des Bürgerkomitees „Solidarność“ im Wahlkreis Suwałki in den Sejm gewählt (X. und letzte Wahlperiode der Volksrepublik Polen). Dort war er von Juni 1989 bis November 1990 Vorsitzender der 161 Abgeordnete umfassenden „Bürgerfraktion“ und Mitglied im Verfassungsausschuss (1989–1991). Außerdem hatte er den Vorsitz im auswärtigen Ausschuss (1989–1993). Ab 1990 war er Mitglied der liberalen Partei Unia Demokratyczna (UD) bzw. ab 1994 ihrer Nachfolgepartei Unia Wolności (UW). Nach der Änderung der Verfassung und der vollständig freien Neuwahl im Oktober 1991 gehörte Geremek dem Sejm auch während der I., II. und III. Wahlperiode der Dritten Republik an. Dabei wurde er 1991, 1993 und 1997 jeweils im Wahlkreis Warschau gewählt.
Von 1997 bis 2000 war Geremek Außenminister Polens in der konservativ-liberalen Regierung Buzek. Für seine Verdienste um die europäische Einigung wurde er 1998 mit dem Karlspreis ausgezeichnet. Von Juli 2000 bis 2001 war er Vorsitzender des Sejm-Ausschusses für europäisches Recht (Polen war zu der Zeit EU-Beitrittskandidat). Als Nachfolger Leszek Balcerowiczs führte Geremek von Dezember 2000 bis Oktober 2001 die UW als Parteivorsitzender an. In dieser Zeit spaltete sich die Platforma Obywatelska (PO) ab, die UW stürzte bei den Wahlen im September 2001 unter die 5-Prozent-Hürde und schied aus dem Sejm aus. Daraufhin übernahm Władysław Frasyniuk den Parteivorsitz. 2002 sprach Bronisław Geremek anlässlich der Gedenkstunde zum Tag des Gedenkens an die Opfer des Nationalsozialismus vor dem Deutschen Bundestag. 
Bei der ersten Europawahl nach dem EU-Beitritt Polens gewann die UW vier Sitze, von denen einer an Geremek ging. Er saß während der 6. Wahlperiode des Europäischen Parlaments (bis zu seinem Tod 2008) in der liberalen ALDE-Fraktion, deren Vorstand er angehörte. 2004 war er Kandidat der europäischen Liberalen für das Amt des Präsidenten des Europäischen Parlaments (unterlag aber dem Sozialdemokraten Josep Borrell). Im EU-Parlament war Geremek Mitglied im Ausschuss für konstitutionelle Fragen, im Ausschuss für auswärtige Angelegenheiten sowie Delegierter im Parlamentarischen Kooperationsausschuss EU–Russland. Die UW benannte sich im Mai 2005 in Partia Demokratyczna – demokraci.pl (PD; Demokratische Partei) um, der Geremek seither angehörte.
Geremek war erklärter Gegner des in Berlin geplanten Zentrums gegen Vertreibungen. Er war Unterstützer der im April 2007 gegründeten internationalen Kampagne für eine Parlamentarische Versammlung bei den Vereinten Nationen.

## Aus einem Nachruf
„Geremek war ein unerschütterlicher Europäer, der mit seinem großen internationalen Ansehen den Weg Polens in die Nato und die EU geebnet hat. […] Geremek war ein zutiefst liberaler Mann, der die Kunst der geschmeidigen Lügen und den abrupten Frontwechsel der postkommunistischen Wendehälse stets verachtet hat. Ob Außenminister […], ob Vortragender oder Zuhörer ist der polnische Historiker, in welcher Funktion immer, ein offener, freundlicher Brückenbauer, ein liberaler Europäer geblieben. […] Zur Zeit des großen Ausverkaufs der europäischen Werte und des Aufstiegs stromlinienförmiger Opportunisten fallen die Masken der Politiker von Berlin bis Warschau, von Wien bis Budapest. Bronislaw Geremek trug nie eine Maske.“

## Orden und Auszeichnungen (Auswahl)
- Geremek erhielt über 20 Ehrendoktortitel, u. a. 2006 die Ehrendoktorwürde der Kulturwissenschaftlichen Fakultät der Europa-Universität Viadrina in Frankfurt (Oder).
- Orden vom Weißen Adler (Polen)
- Offizier der Ehrenlegion (Frankreich)
- Ritter des Nationalen Verdienstordens (Frankreich)
- Großoffizier des Freiheitsordens (Portugal)
- 1986 Ehrendoktor der Universität Utrecht[14]
- 1996 Großes Verdienstkreuz mit Stern (Deutschland)
- Großkreuz des Ordens Leopolds II. (Belgien)
- 2002 Komtur mit Stern des Verdienstordens der Republik Ungarn
- Orden Pour le mérite für Wissenschaften und Künste (Deutschland)
- 1998 wurde Bronisław Geremek der Aachener Karlspreis verliehen.
- Ehrenmitglied der Ungarischen Akademie der Wissenschaften
- 2006 wurde er mit dem Marion Dönhoff Preis ausgezeichnet.

## Posthume Ehrungen
Am 14. Januar 2009 gab das Europäische Parlament bekannt, dass der Hauptinnenhof seines offiziellen Sitzungsgebäudes, das „Immeuble Louise Weiss“ in Straßburg, fortan den Namen „Bronisław-Geremek-Agora“ (Agora Bronisław Geremek) tragen würde. Die Agora wurde am 21. April 2009 eingeweiht.

## Schriften (Auswahl)
- Geschichte der Armut. Elend und Barmherzigkeit in Europa. Artemis-Verlag, München/Zürich 1988, ISBN 3-7608-1917-6.
- Inutiles au Monde. Vagabonds et marginaux en Europe aux XIVe-XVIe siècle. Paris 1980.
- The Common Roots of Europe. Polity Press, Cambridge 1996.